# Ресава (община Кавадарци)
Вижте пояснителната страница за други значения на Ресава.
Ресава (на македонска литературна норма: Ресава) е село в Северна Македония, в община Кавадарци.

## География
Ресава се намира на река Тиквешица малко преди вливането ѝ в язовира Тиквешко езеро на Църна. е отдалечено на 20 километра западно от общинския център град Кавадарци. Селото е традиционно разделено на шест махали и е от купен тип. Има водопровод и училище. Църквата „Свети Архангел Михаил“ е от 1840 година.

## История

### Археологически находки
В землището на Ресава са развалините на средновековния град Тиквеш и остатъци от римско време. Между Илимица и Дапчине, над реката Тиквешица, е изворът Косовец, който навлиза в стария градски водопровод. Под града Тиквеш се намират развалините на Тиквешкия манастир.

### В Османската империя
В XIX век Ресава е село в Тиквешка каза на Османската империя. Към 1839 година учител в селото е Йован, спомоществувател на „Служение еврейско и все злотворение нихно...“, преведено „во простий и краткий язик болгарский“ от Натанаил Охридски.
Според статистиката на Васил Кънчов („Македония. Етнография и статистика“) от 1900 година Ресово има 650 жители българи християни. Населението се занимава със земеделие и в по-малка степен със скотовъдство. Имало и занаятчии и дюкянджии.
Цялото население на селото е под върховенството на Българската екзархия. По данни на секретаря на екзархията Димитър Мишев („La Macédoine et sa Population Chrétienne“) в 1905 година в Ресово (Ressovo) има 720 българи екзархисти и работи българско училище.
В 1906 година сръбският етнолог Воислав Радованович описва Ресава като село с калдъръмени улици и къщи от градски тип.
При избухването на Балканската война в 1912 година трима души от Ресава са доброволци в Македоно-одринското опълчение.

### В Сърбия, Югославия и Северна Македония
След Междусъюзническата война в 1913 година селото попада в Сърбия.
На етническата си карта от 1927 година Леонард Шулце Йена показва Резава (Rezava) като българско християнско село.
В началото на XXI век в плодородните поля около Ресава се отглеждат предимно лозя, градинарски култури и жито. В 2000 година в селото има 179 жители и 56 домакинства. В 2002 година жителите на Ресава са 144, всички македонци.

## Личности
Родени в Ресава
- Блажо Тодоровски (1902 – 1943), народен герой на Югославия
- Божин Димов (1882 – ?), македоно-одрински опълченец, 1 рота на 3 солунска дружина[9]
- Георги Попов (? – 1904), български революционер, деец на ВМОРО от Ресава;
- Илия Николов (1883/1891 – ?), македоно-одрински опълченец, четата на Михаил Герджиков, 4 рота на 3 солунска дружина, носител на бронзов медал „За заслуга“ с корона[10]
- Силян Колев, български революционер от ВМОРО, загинал по време на заточението си в Мала Азия[11]
- Христо Данаилов (1890 – ?), македоно-одрински опълченец, 3 рота на 3 солунска дружина, Сборна партизанска рота на МОО, ранен на 18 юни 1913 година[12]